# 벤젠다이카복실산
벤젠다이카복실산(영어: benzenedicarboxylic acid)은 벤젠의 다이카복실산 유도체인 화합물들의 부류이다. 벤젠다이카복실산은 다음과 같이 세 가지 이성질체로 존재한다.
- 1,2-벤젠다이카복실산 (프탈산)
- 1,3-벤젠다이카복실산 (아이소프탈산)
- 1,4-벤젠다이카복실산 (테레프탈산)

| 계통명       | 1,2-벤젠다이카복실산 | 1,3-벤젠다이카복실산 | 1,4-벤젠다이카복실산 |
| ------------ | -------------------- | -------------------- | -------------------- |
| 관용명       | 프탈산               | 아이소프탈산         | 테레프탈산           |
| 구조식       |                      |                      |                      |
| CAS 등록번호 | 88-99-3              | 121-91-5             | 100-21-0             |
모든 이성질체는 분자량이 166.13 g/mol이며, 화학식이 C8H6O4이다.

## 같이 보기
- 벤젠카복실산 (벤조산)
- 벤젠트라이카복실산

| Disambiguation icon | 이 문서는 명칭이 같은 여러 화합물을 연결하는 색인 문서입니다. |